# Platycerus senguni
Platycerus senguni là một loài bọ cánh cứng trong họ Lucanidae. Loài này được Schweiger mô tả khoa học năm 1966.